# Johanneskirche (Imst)
Koordinaten: 47° 14′ 31,6″ N, 10° 44′ 18,4″ O
Die Johanneskirche ist eine römisch-katholische Filialkirche in Imst in Tirol. Sie ist den heiligen Johannes dem Täufer und Johannes Evangelist geweiht. Die im Kern gotische Kirche wurde mehrmals erneuert und steht unter Denkmalschutz.

## Geschichte
Die Kirche wurde 1274 erstmals urkundlich erwähnt, als sie von einem Felssturz großteils zerstört wurde. Sie stand vermutlich im Zusammenhang mit dem Spital. Die um 1467 erbaute gotische Kirche wurde im 18. Jahrhundert barockisiert und von Philipp Jakob Greil ausgemalt, lediglich der gotische Chor blieb erhalten. Beim großen Stadtbrand 1822 wurde die Kirche stark beschädigt und anschließend als Holzlagerplatz genutzt. Nach dem Wiederaufbau wurde sie 1831 neu geweiht. 1879 bis 1883 wurde die Fassade historisierend verändert. Der Innenraum wurde nach Entwürfen von Felix Schatz von Max Gehri und Thomas Konrad mit Malereien und Dekorationen versehen. Von 1954 bis 1956 wurde die Kirche wiederum restauriert und erhielt ihr heutiges Aussehen.

## Beschreibung

### Architektur

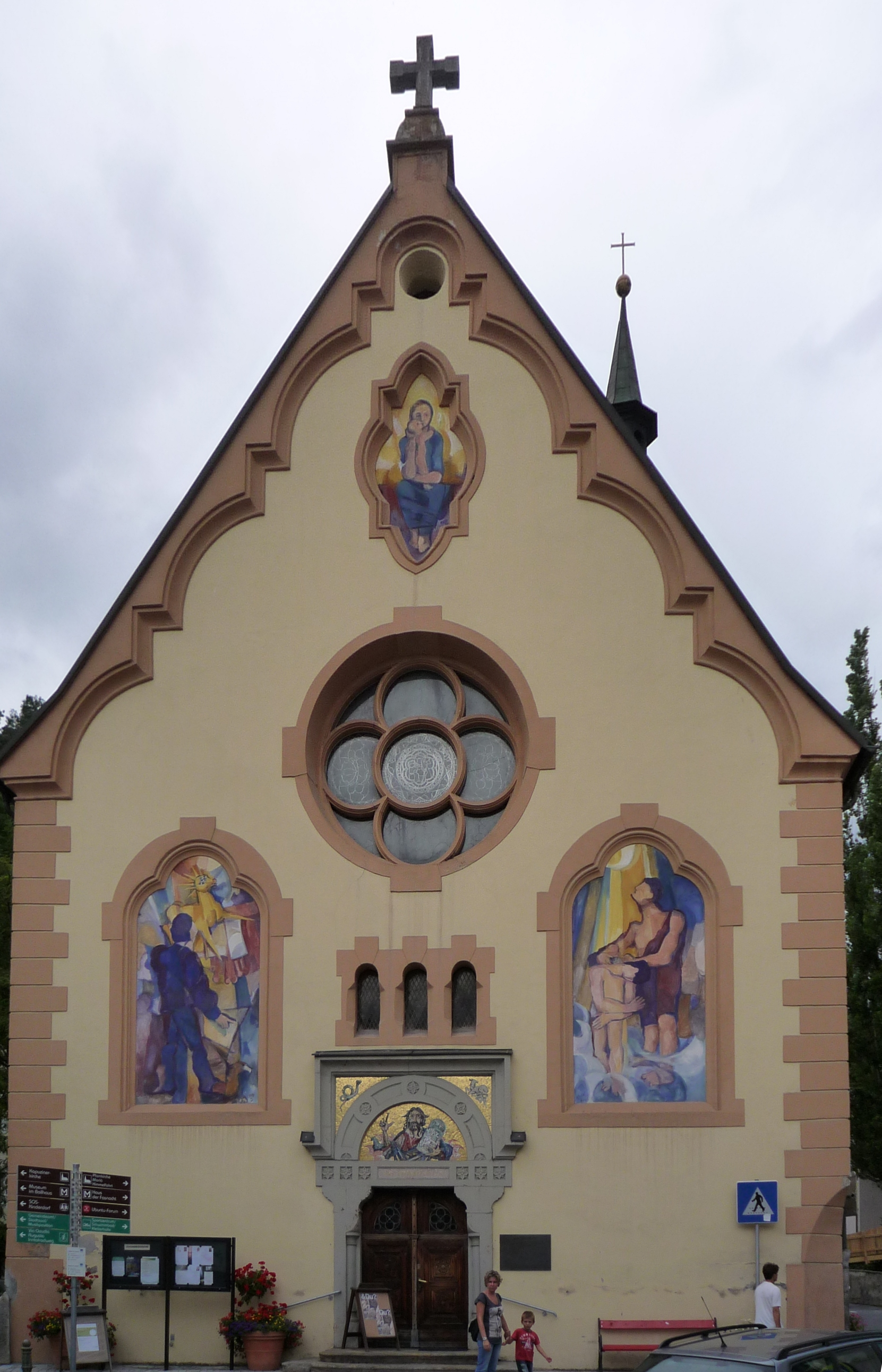
Eingangsfassade

Die nach Norden orientierte einschiffige Saalkirche besteht aus einem dreijochigen Langhaus mit je einem großen Rundbogenfenster und einem stark eingezogenen polygonalen Chor. Östlich am Chor ist der Turm eingestellt, der Zwiebelhelm mit Laterne wurde nach 1822 aufgesetzt. Das Glockengeschoß weist übereinander liegende, rundbogige Zwillingsfenster auf. Westlich an den Chor ist die Sakristei angebaut, daran schließt eine Kapellennische mit einem Bild Christus am Ölberg an.
An der 1879/1883 historisierend veränderten Fassade befindet sich ein Kreisfenster mit Vierpassmaßwerk, darunter das Portal mit Steinpfeilern. Das Mosaik im Tympanon stellt Gottvater  mit den Gesetzestafeln dar und wurde 1976 von Andreas Weißenbach geschaffen. Die in die Fassade eingetieften Zierflächen wurden 1976/1978 von Elmar Kopp ausgemalt. Sie zeigen links den Evangelisten Johannes mit dem Lamm aus der Apokalypse, rechts die Taufe Christi im Jordan durch Johannes den Täufer und im Giebel Maria mit Kind.

### Inneres
Der Innenraum wird von einer flachen Tonne mit Stichkappen oberhalb der Fenster überwölbt. Die Stuckierung des Gewölbes zeigt die Taube des hl. Geistes im Strahlenkranz umgeben von den Symbolen der vier Evangelisten, sie wurde 1954/1956 von Franz Roilo geschaffen. Der Vorraum ist durch ein schmiedeeisernes Gitter abgetrennt, darüber befindet sich die zweigeschoßige Orgelempore.
Die Glasfenster im Chor stammen von Fred Hochschwarzer aus dem Jahr 1954 und zeigen Szenen aus dem Leben Christi und Johannes des Täufers. Das kleine Rundfenster im Chorhaupt ist abstrakt gestaltet. Der Volksaltar, der Ambo in Gestalt von Kornähren, sowie der Tabernakel wurden 1977 von Elmar Kopp gestaltet.
Die Seitenaltäre am Chorbogen stammen aus dem 17. Jahrhundert. Der Michaelsaltar auf der linken Seite zeigt eine Schnitzfigur des Erzengels Michael im Kampf mit dem Teufel, die seitlichen Figuren stellen die hll. Georg und Helena dar. Der Altar wurde um 1630 von Hans Patsch geschaffen und stand ursprünglich in der Michaelskapelle des Friedhofs. Der rechte Seitenaltar aus der Zeit um 1670 stammt aus der Burg Klamm. Das Altarblatt aus dem 18. Jahrhundert zeigt Maria mit dem Kind und die vierzehn Nothelfer.

#### Orgel
Die Orgel der Johanneskirche wurde 1884 von dem Orgelbauer Josef Sies (1818–1886) erbaut. Um den Blick auf die Fensterrosette freizulassen, wurde das Orgelwerk in zwei Gehäusen linkes und rechts der Rosette untergebracht. Der Spieltisch steht mittig mit Blickrichtung zum Altar. Das Instrument ist in seiner Substanz weitgehend original erhalten, die Disposition ist unverändert geblieben. Die ursprünglichen Prospektpfeifen wurden 1917 zu Kriegszwecken abgeliefert und später durch Zinkpfeifen ersetzt. Das Instrument hat 10 Register auf einem Manualwerk und Pedal. Das Manualwerk ist ständig an das Pedal angekoppelt.
| Manualwerk C–f3 |                 |     |
| 1.              | Bourdon (ab c0) | 16’ |
| 2.              | Principal       | 08′ |
| 3.              | Dulcian         | 08′ |
| 4.              | Flaute amabile  | 08′ |

| (Fortsetzung Manualwerk) |              |        |
| 5.                       | Octav        | 04′    |
| 6.                       | Flöte        | 04′    |
| 7.                       | Quint II     | 03′    |
| 8.                       | Mixtur IV-VI | 01 ⁄3′ |

| Pedal C–f0 |            |     |
| 09.        | Subbass    | 16′ |
| 10.        | Octav-Bass | 08′ |